# أفرو-أوراسيا
أفرو أوراسيا (بالإنجليزية: Afro-Eurasia)‏ أو الأقل شهرة أفرآسيا أو أورأفراسيا هي جميعها مصطلحات لوصف أوراسيا وأفريقيا كقارة متكاملة. تلك اليابسة تحتوي على 5.7 مليار نسمة من البشر، أو بالتقريب 85% من عدد سكان البشر.
تنقسم تلك الكتلة عند قناة السويس إلى ما بين أوراسيا وأفريقيا، وكانت بالسابق تقسم ما بين أوروبا وآسيا. ويمكن تقسيمها إلى أوراسيا-شمال أفريقيا وجنوب الصحراء لأسباب ثقافية وتاريخية بحتة.
تعتبر الكتلة القارية لأفروأسيا (باستثناء الجزر مثل الجزر البريطانية واليابان ومدغشقر بالإضافة إلى أرخبيل الملايو) كجزيرة العالم. هذا المصطلح ابتدعه السير هالفورد جون مكيندر عند شرح موضوعه عن (المحور الجغرافي للتاريخ)).
مصطلح العالم القديم يرمز إلى أفريقيا وآسيا وأوروبا مع الجزر المحاطة بهم ككتل منفصلة.
| - أوراسيا - آسيا - شمال آسيا - آسيا الوسطى - شرق آسيا - جنوب آسيا - جنوب شرق آسيا - جنوب غرب آسيا - أوروبا - شمال أوروبا - أوروبا الغربية - أوروبا الوسطى - أوروبا الشرقية - أوروبا الجنوبية | - أفريقيا - شمال أفريقيا - جنوب الصحراء - غرب أفريقيا - وسط أفريقيا - شرق أفريقيا - أفريقيا الجنوبية |

التعريف الجيولوجي لمصطلح أفرواوراسيا بأنه يعتبرها قارة ضخمة (Supercontinent) عندما تصطدم أفريقيا بأوروبا. وقد حدث ذلك تقريبا قبل 600,000 سنة من الآن، عندما لامس الطرف الجنوبي لإسبانيا كتلة أفريقيا. فعندما حدثت تلك الملامسة عزل البحر الأبيض المتوسط عن المحيط الأطلسي. ويتوقع العلماء بأن أفريقيا سوف تصطدم بأوروبا خلال الخمسين مليون سنة القادمة، مسببة بإغلاق البحر المتوسط ثانية وعمل سلسلة جبلية مستقبلية جديدة (بالإضافة إلى سلسة الألب).